# Ламб, Мария
Мария Тереза Салливан (урождённая англ. Maria Teresa Lamb 4 января 1986) — американская конькобежка. Участница зимних Олимпийских игр 2006, 2010 и 2014 года, бронзовый призёр чемпионата мира среди юниоров 2003 года, 2-кратная чемпионка США в многоборье и 8-кратная на отдельных дистанциях, 25-кратная призёр чемпионата США. Рекордсменка США среди юниоров на дистанциях 3000 и 1500 метров. Выступала за клуб "Midway Speedskating Club" Розвилл. 

## Биография
Мария Ламб начала кататься на коньках в раннем детстве и занималась фигурным катанием, однако посчитала этот вид спорта слишком медленным и стала заниматься конькобежным спортом в 1994 году в возрасте 8-ми лет. В 2000 году впервые участвовала на юниорском чемпионате США, а в 2002 году одержала победу в многоборье и дебютировала на юниорском чемпионате мира.
Через год Ламб вновь стала чемпионкой среди юниоров и на взрослом чемпионате США заняла 3-е место в сумме многоборья. Следом на чемпионат мира среди юниоров 2003 года завоевала "бронзу" в многоборье. В сезоне 2003/04 впервые выиграла чемпионат страны в забеге на 5000 м, дебютировала на Кубке мира и на чемпионат мира в классическом многоборье в Хамаре, где заняла 23-е место.
В 2005 году она одержала победу в многоборье на чемпионате США, а на чемпионате мира на отдельных дистанциях в Инцелле заняла лучшее 15-е место в забеге на 1500 м. В феврале 2006 года Мария дебютировала на зимних Олимпийских играх в Турине и заняла 5-е место в командной гонке и 24-е на дистанции 1500 м. В марте на чемпионат мира в Калгари стала 19-й в сумме многоборья.
В 2007 году на чемпионате мира на отдельных дистанциях в Солт-Лейк-Сити Ламб заняла 5-е место в командной гонке, что стало её лучшим результатом на чемпионатах мира. Через год в Нагано она повторила результат. В октябре 2009 года участвовала в олимпийском отборе, и квалифицировалась на олимпиаду 2010 года, заняв 2-е место в забеге на 3000 м и 3-е места на 1500 и 5000 м.
На зимних Олимпийских играх в Ванкувере Мария участвовала на дистанции 5000 м и заняла 15-е место. Следующие три сезона она не показывала высоких результатов, в сезоне 2012/2013 на своём последнем чемпионате мира в классическом многоборье в Хамаре заняла 21-е место. В конце декабря 2013 года на олимпийском отборе Ламб заняла 1-е место на дистанции 5000 м и прошла квалификацию на игры 2014 года.
На зимних Олимпийских играх в Сочи Ламб заняла 16-е последнее место на дистанции 5000 м, но прославилась тем, что залезла на вершину олимпийских колец и обратила внимание на себя журналистов и репортёров. После игр она раскритиковала американский конькобежный спорт после того, как Соединённые Штаты не смогли завоевать индивидуальную медаль в конькобежном спорте.
В 2015 году она участвовала на чемпионате мира на отдельных дистанциях в Херенвене, заняв там 11-е место в забеге на 5000 м. В сезоне 2017/18 Ламб не прошла отбор в Милуоки на олимпиаду 2018 года, заняв 3-е место в забеге на 5000 м. Вплоть до сезона 2021/22 она участвовала на национальных чемпионатах, попадая на подиумы, но кроме нескольких этапов Кубка мира, на международной арене не принимала участия. После этого завершила карьеру спортсменки.

## Личная жизнь и семья
Мария Ламб окончила Вестминстерский колледж в Солт-Лейк-Сити. Её хобби: езда на велосипеде, походы, кулинария, выпечка, шитье, вязание